# Transformers 2 : La Revanche
Pour les articles homonymes, voir Transformers (homonymie).
Série Transformers
Transformers
(2007) Transformers 3 : La Face cachée de la Lune
(2011)
Pour plus de détails, voir Fiche technique et Distribution.
Transformers 2 : La Revanche (Transformers: Revenge of the Fallen), ou Transformers : La Revanche au Québec, est un film de science-fiction américain réalisé par Michael Bay, sorti en 2009.
Il s'agit du second long métrage de la franchise Transformers inspirée des jouets Transformers de Hasbro. Une suite, Transformers 3 : La Face cachée de la Lune, est sortie en 2011, constituant ainsi une première trilogie. Un quatrième film, Transformers : L'Âge de l'extinction, est sorti en 2014 et un cinquième, Transformers: The Last Knight, est sorti en 2017.
Sam Witwicky essaie désormais de vivre une vie normale en compagnie de Mikaela, sa petite amie, dans un environnement sans robots. Mais il a un mauvais pressentiment. Les Autobots vont une nouvelle fois devoir s'allier avec l'armée américaine pour lutter contre les Decepticons, et un terrible Transformer d'une puissance infinie : le « Fallen ».

## Synopsis
17 000 ans avant J.-C., des hommes préhistoriques affrontent le Fallen sur terre. De nos jours, deux ans après la mort de Megatron, une nouvelle organisation appelée NEST, commandée par le major Lennox secondé par le sergent Epps, a été créée pour collaborer avec les Autobots et chasser les Decepticons survivants. Deux Decepticons, Demolisher et Sideways sont localisés à Shanghai. Avec l'aide d'Optimus Prime et Ironhide, ainsi que de nouveaux Autobots arrivés sur Terre (Sideswipe, Jolt, les trois sœurs Arcee, Chromia, Flareup, et les jumeaux Skids et Mudflap), le NEST élimine les deux Decepticons sans trop de difficultés. Mais avant d'être achevé, Demolisher clame que « le Fallen renaîtra de ses cendres ».
Chez les Witwicky, Sam s'apprête à partir pour la faculté. Alors qu'il fouille dans ses vieux vêtements, il trouve un fragment du AllSpark et reçoit des flashs de symboles. Le fragment tombe et donne vie à des appareils électroménagers (les Appliencebots) mais Bumblebee parvient à tous les détruire. Sam part ensuite pour la fac sans Bumblebee qu'il ne peut amener et confie à Mikaela le fragment du AllSpark suivie à son insu par Wheelie, un espion Decepticon.
Les hommes du NEST reviennent à leur base de Diego Garcia accompagnés des Autobots. Arrive avec eux Théodore Galloway, le nouveau Conseiller à la Sécurité Nationale qui reproche aux Autobots de ne pas partager leur technologie en matière d'armement. Selon lui, les Decepticons continuent de venir sur terre malgré la destruction du AllSpark uniquement pour traquer les Autobots et que la solution serait de quitter la terre. Optimus déclare qu'ils s'en iront si les humains le souhaitent mais met en garde Galloway sur ce qui se passera si la menace Fallen se concrétise.
La conversation n'échappe pas à Soundwave (en), un Decepticon qui pirate un satellite et localise le corps de Megatron ainsi qu'un autre éclat du AllSpark situé dans une base secrète. Il envoie sur place un Decepticon en forme de tigre nommé Ravage. Ce dernier s'introduit dans la base et largue des nanorobots qui se combinent en un Insecticon, Reedman, qui subtilise le fragment avant de s'échapper.
À la fac, Sam fait la connaissance de son colocataire Léo, un étudiant passionné de high-tech, ainsi qu'Alice, une jolie jeune femme qui le drague lors d'une soirée après que Sam a revu ses étranges signes, le conduisant du coup à rater son premier rencard par Internet avec Mikaela. Débarque alors Bumblebee en mode véhicule qui annonce à Sam qu'il y a un problème. Alice s'incruste mais Bumblebee parvient à faire fuir la jeune femme au grand étonnement de Sam. Bumblebee conduit Sam à Optimus qui lui explique la situation et lui demande de l'aider à raisonner Galloway. Mais Sam veut désormais vivre une vie normale et décline.
Ravage retrouve en Atlantique nord les Decepticons Long Haul, Mixmaster, Rampage, Scrapmetal et le docteur Scalpel. Ils plongent d'un porte-conteneur dans l'abysse Laurenssien et utilisent le fragment du Allspark ainsi que les pièces de Scrapmetal (tué par Long Haul et Mixmatser)  pour réactiver Mégatron ainsi que Bonecrusher, Brawl et Blackout (qui devient Grindor). Megatron s'envole ensuite vers Saturne et retrouve sur place son second Starscream qui a entre-temps reconstruit l'armée Decepticon, ainsi que son maître, le Fallen. Ce dernier lui explique que le AllSpark n'était qu'un vaisseau. Son pouvoir ne peut être détruit et repose désormais dans le cerveau de Sam. Fallen annonce aussi que seul un Prime peut le tuer, et que par conséquent, Optimus doit être éliminé.
Il s'ensuit le premier cours de Sam où ce dernier se remet à voir une flopée de symboles cybertroniens. Paniqué, Sam téléphone à Mikaela qui est furieuse d'avoir raté leur cyber rendez-vous. C'est à ce moment-là qu'il réalise qu'en touchant le fragment du cube, il a reçu les mêmes flashes que son arrière-arrière grand-père. Mikaela est toujours à l'écoute quand Wheelie tente de s'emparer du fragment. Mais la jeune femme le neutralise et part rejoindre Sam en avion en emportant le fragment et Wheelie enfermé dans une boîte.
Pendant ce temps, le NEST reçoit un SOS venant des Autobots les alertant de la présence de nombreux Decepticons convergeant sur la côte est des États-Unis. Au même moment à la fac, Alice et Léo surprennent Sam en train de tracer des symboles dans sa chambre. Alice s'isole alors avec lui et tente de le séduire. Mikaela débarque et les surprend mais Alice se révèle être en fait une Decepticon déguisée. Elle se lance à la poursuite de Sam, Léo et Mikaela mais celle-ci parvient à l'écraser en voiture sur un poteau.
Grindor arrive et capture les trois jeunes qui se retrouvent devant Starscream et Megatron. Sam est examiné par Scalpel pour récupérer les symboles qui sont en fait la source d'Energon. Optimus Prime et Bumblebee arrivent et se débarrassent de Scalpel et permettent aux trois jeunes de fuir hors de la ville. Bumblebee s'enfuit avec Mikaela et Léo pendant qu'Optimus s'enfuit avec Sam mais ils sont interceptés par Megatron dans une forêt. Les deux rivaux commencent à s'affronter mais ensuite Starscream et Grindor viennent en renfort. À trois contre un, Optimus réussit à blesser Starscream et à tuer Grindor mais se fait lui-même tuer par derrière par Megatron devant Sam impuissant. Le garçon est ensuite sauvé par l'arrivée des autres Autobots.
Afin de capturer Sam, les Decepticons amenés par le Fallen débarquent sur terre et détruisent le porte-avions USS Theodore Roosevelt tandis qu'un autre s'empare des parents de Sam en voyage à Paris. Fallen se présente alors aux médias du monde entier et exige aux humains qu'on lui livre Sam faute de quoi ils seront anéantis. À la suite de ces événements, le corps d'Optimus est ramené à la base du NEST, où Galloway déclare à Lennox que l'organisation est dissoute et qu'il préfère négocier avec les Decepticons. Dégoûté, Ratchet songe à quitter la Terre, mais Ironhide estime que ce n'est pas ce qu'Optimus aurait voulu.
De son côté, Sam demande aux Autobots la signification des signes qu'il voit mais ils ne peuvent les déchiffrer. Léo lui conseille de demander de l'aide à « Robotwarrior », un internaute spécialisé en extra-terrestres. Ce dernier se révèle être Seymour Simmons, ancien agent du Secteur 7. Malgré sa rancune, Simmons leur confie que des Transformers sont sur Terre depuis très longtemps. Wheelie, que Mikaela tenait dans sa boite, leur indique que seul un de ces anciens robots peut déchiffrer les symboles. Il les conduit au National Air and Space Museum et leur indique un vieux SR-71 Blackbird que Sam ranime grâce au fragment du AllSpark. Il s'agit d'un Decepticon acariâtre nommé Jetfire, passé du côté des Autobots.
Sam lui montre les signes qu'il voit et Jetfire téléporte le groupe en Égypte. Il révèle que dans le passé, les Transformers étaient dirigés par sept « Primes ». À l'aide d'une machine, la Faucheuse d'Étoiles, ils pouvaient détruire les étoiles pour produire de l'Energon, la source d'énergie des Transformers, à la condition absolue de ne jamais détruire une étoile alimentant une planète habitée. Mais l'un d'eux, The Fallen (Megatronus Prime), décida de violer cette règle avec la Terre. Pour l'en empêcher, les six autres Primes s'emparèrent de la Matrice de Commandement, la clef d'activation de la Faucheuse d'Étoile, et la dissimulèrent dans un tombeau créé en combinant leurs propres corps. Le Fallen veut retrouver la Matrice pour accomplir ce qu'il souhaitait jadis. Seul un Prime peut le vaincre, d'où l'idée de Sam de trouver lui-même la Matrice pour ranimer Optimus.
Avec l'aide de Simmons, Sam contacte les anciens membres du NEST pour amener le corps d'Optimus en Égypte. Mais le garçon est repéré sur le trajet par une caméra de surveillance ce qui permet aux Decepticons de le localiser. L'armée américaine, informée par Lennox, décide également d'envoyer des renforts. Grâce aux indications de Jetfire, le Tombeau des Primes est trouvé de même que la Matrice, mais celle-ci tombe en poussière. Sam en récupère tout de même les restes et part avec Mikaela, Simmons et Léo à bord de Bumblebee rejoindre la zone de largage où se sont retranchés l'équipe de Lennox et les Autobots autour du corps d'Optimus Prime.
Starscream les intercepte et brouille les communications radios des militaires. Le groupe de Sam est alors contraint de se séparer : Bumblebee éloigne les Decepticons, Simmons et Léo jouent les appâts à bord des jumeaux Mudflap et Skids tandis que Sam et Mikaela partent rejoindre Optimus Prime. Megatron débarque à son tour et ordonne le déploiement d'une douzaine de Decepticons. Puis sept véhicules de construction Decepticons fusionnent en un seul gigantesque robot nommé Devastator que les jumeaux tentent de stopper en vain.
Sam et Mikaela parviennent à échapper aux premiers assauts et retrouvent les parents du garçon pris en otage par Rampage en échange de la Matrice. Heureusement, Bumblebee intervient et tue son adversaire de même que Ravage venu en renfort (Reedman a l'intérieur de Ravage meurt également). Grâce au repérage d'un drone, l'armée américaine peut enfin lancer ses propres forces. Des chars Abrams entrent en scène pour appuyer la zone de largage ce qui permet à Sam et Mikaela de rejoindre Lennox. Jetfire rejoint lui aussi la position et détruit deux Decepticons (Mixmaster et Scorponok) mais il est lui-même endommagé. Deux des trois sœurs (Flareup et Arcee) sont tués par un Protoforme Decepticon et Bonecrusher, ce dernier endommage aussi Ironhide.
Pendant ce temps, Devastator grimpe sur une des pyramides et en détruit le sommet, révélant la machine du Fallen. Simmons parvient toutefois à guider un destroyer de l'US Navy qui détruit l'énorme robot. Des F-16 et un bombardier B-1 guidés par Epps parviennent également à tuer tous les Decepticons restants (sauf Long Haul et Scrapper qui parviennent à survivre et fuir) par un tapis de bombes, mais Sam est mortellement blessé par Megatron. Pendant son EMI, le garçon perçoit une vision des Primes lui révélant qu'il mérite la matrice pour ses actions. Sam revient à lui grâce à eux et la Matrice se recompose ; il la fixe dans le spark d'Optimus qui est ainsi ramené à la vie. Mais le Fallen profite de l'occasion pour récupérer la Matrice, se téléporter en haut de la pyramide et activer la machine. Le chef Autobot tente de se relever mais il est affaibli. Jetfire se sacrifie alors pour donner ses pièces à Optimus Prime afin qu'il puisse arrêter le Fallen. Ratchet guide Jolt qui envoie un choc électrique et assemble Jetfire à Optimus. Ainsi amélioré, Optimus détruit la machine, blesse Megatron a la tête et lui coupe le bras droit avant d'achever triomphalement le Fallen. Voyant le Fallen mort, Starscream et Megatron s'enfuient mais ce dernier promet que « ce n'est pas terminé ».
Autobots et humains retournent ensemble au pays, plus unis que jamais par une histoire passée et celle à venir.

## Fiche technique
Sauf indication contraire, les informations mentionnées dans cette section peuvent être confirmées par les bases de données cinématographiques IMDb et Allociné,  présentes dans la section « Liens externes ».
- Titre original : Transformers: Revenge of the Fallen[N 1]
- Titre français : Transformers 2 : La Revanche
- Titre québécois : Transformers : La Revanche
- Réalisation : Michael Bay
- Scénario : Roberto Orci, Alex Kurtzman et Ehren Kruger, d'après les jouets Transformers de Hasbro
- Musique : Steve Jablonsky (musique additionnelle : Hans Zimmer et John Sponsler)
- Direction artistique : Julian Ashby, Sean Haworth, Naaman Marshall, Iain McFadyen, Ben Procter et Jon Billington
- Décors : Nigel Phelps
- Costumes : Deborah Lynn Scott
- Photographie : Ben Seresin
- Son : Erik Aadahl, Greg P. Russell, Gary Summers, Ethan Van der Ryn
- Montage : Roger Barton, Tom Muldoon, Joel Negron et Paul Rubell
- Production : Ian Bryce, Tom DeSanto, Lorenzo di Bonaventura et Don Murphy
  - Production déléguée : Michael Bay, Steven Spielberg, Brian Goldner et Mark Vahradian
  - Production associée : Matthew Cohan, K.C. Hodenfield et Michelle McGonagle
  - Direction de production : David Ready
  - Coproduction : Kenny Bates et Allegra Clegg
- Sociétés de production : Tom DeSanto/Don Murphy Production, Di Bonaventura Pictures et Platinum Dunes (non créditée), en association avec Hasbro, présenté par Dreamworks Pictures et Paramount Pictures
- Société de distribution : Paramount Pictures (États-Unis, Québec) ; Paramount Pictures France (France) ; Universal Pictures International (Belgique)
- Budget : 200 millions USD[1],[2]
- Pays de production :  États-Unis
- Langue originale : anglais, espagnol
- Format : couleur (DeLuxe) — 35 mm / 65 mm (Kodak) — 2,39:1 (CinemaScope) — son SDDS / Dolby Digital / DTS
- Genre : science-fiction, action, aventure, thriller
- Durée : 149 minutes
- Dates de sortie[3] :
  - États-Unis : 22 juin 2009 (Festival du film de Los Angeles) ; 24 juin 2009 (sortie nationale)
  - France, Belgique, Suisse romande, Québec : 24 juin 2009[4],[5],[6],[7]
- Classification[8] :
  - États-Unis : accord parental recommandé, film déconseillé aux moins de 13 ans (PG-13 - Parents Strongly Cautioned)[N 2]
  - France : tous publics (conseillé à partir de 10 ans)[4],[9]
  - Québec : tous publics (G - General Rating)
  - Suisse romande : interdit aux moins de 12 ans[10]

## Distribution

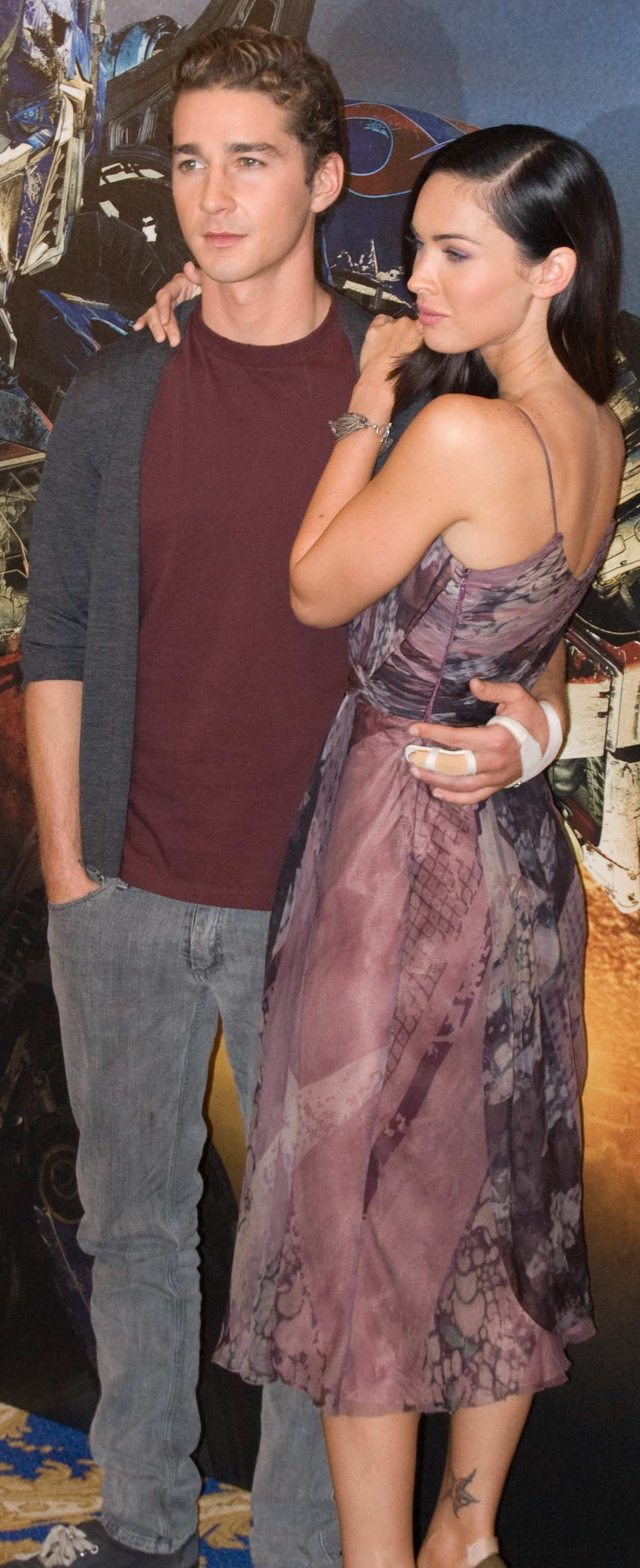
Shia LaBeouf et Megan Fox à Paris pour la promotion du film le 12 juin 2009.

### Humains
- Shia LaBeouf (VF : Jim Redler ; VQ : Hugolin Chevrette) : Sam Witwicky
- Megan Fox (VF : Caroline Anglade ; VQ : Catherine Proulx-Lemay) : Mikaela Banes
- Josh Duhamel (VF : Alexis Victor ; VQ : Patrice Dubois) : le major William Lennox
- Tyrese Gibson (VF : Bruno Henry ; VQ : Patrick Chouinard) : le sergent Robert Epps
- John Turturro (VF : Vincent Violette ; VQ : François L'Écuyer) : Seymour Simmons
- Ramon Rodriguez (VF : Alexis Tomassian ; VQ : Nicholas Savard L'Herbier) : Leo Spitz
- Kevin Dunn (VF : Jacques Bouanich ; VQ : Alain Zouvi) : Ron Witwicky
- Julie White (VF : Marianne Borgo ; VQ : Claudine Chatel) : Judy Witwicky
- John Benjamin Hickey (VF : Nicolas Marié ; VQ : Sébastien Dhavernas) : Theodore Galoway, conseiller à la Sécurité Nationale
- Glenn Morshower (VF : Patrick Borg ; VQ : Marc Bellier) : le général Morshower, chef d'État-Major des Armées
- Matthew Marsden (VF : Ludovic Baugin) : Graham
- Rainn Wilson (VF : Guillaume Lebon ; VQ : Louis-Philippe Dandenault) : le professeur Colan
- Michael Papajohn (VF : Max Aulivier) : Colin « Cal » Banes
- Walker Howard (VF : Diouc Koma) : Sharsky
- Jonathon Trent (VF : Tony Marot) : Fasbinder
- Annie Korzen (VF : Marion Game) : la mère de Simmons
- Deep Roy : le soldat égyptien présent à la douane
- Katie Lowes : April
- America Olivo : la fille au frisbee

### Autobots
- Peter Cullen (VF : Jacques Frantz ; VQ : Guy Nadon) : Optimus Prime (voix)
- Jess Harnell (VF : Gilles Morvan ; VQ : Manuel Tadros) : Ironhide (voix)
- Mark Ryan (VF : Patrick Béthune ; VQ : Benoît Rousseau) : Jetfire
- Robert Foxworth (VF : Alain Dorval ; VQ : Raymond Bouchard) : Ratchet (voix)
- André Sogliuzzo (VF : Gilles Morvan): Sideswipe (voix)
- Grey DeLisle : Arcee (voix)
- Tom Kenny (VF : Gilbert Lévy / Gérard Surugue ; VQ : Renaud Paradis / Martin Watier) : Skids / Wheelie (voix)
- Reno Wilson (VF : Marc Perez ; VQ : Frédéric Desager) : Mudflap (voix)
- Michael York : Prime 1 (voix)
- Kevin Michael Richardson : Prime 2 (voix)
- Robin Atkin Downes (VF : Julien Kramer) : Prime 3 (voix)

### Decepticons
- Hugo Weaving (VF : Julien Kramer ; VQ : Vincent Davy) : Mégatron (voix)
- Charles Adler (VF : Philippe Dumond ; VQ : Tristan Harvey) : Starscream (voix)
- Tony Todd (VF : José Luccioni ; VQ : Thiéry Dubé) : The Fallen/Megatronus Prime (voix)
- Isabel Lucas (VF : Cécile d'Orlando ; VQ : Kim Jalabert) : Alice
- Frank Welker (VF : lui-même ; VQ : Stéphane Rivard) : Soundwave (en) / Grindor / Devastator (voix)
- Calvin Wimmer : Demolisher (voix)
- John DiCrosta (VF : Michel Elias) : Scalpel (voix)
- Kevin Michael Richardson : Rampage (voix)

Source : Version française (VF) sur Voxofilm

## Production
Le tournage a lieu de mai à novembre 2008. Il se déroule aux quatre coins du monde : Égypte (Louxor, Gizeh), Jordanie (Pétra, Salt, Wadi Rum) à Shanghai et à Paris. Il a également lieu dans divers États des États-Unis : Arizona (Davis-Monthan Air Force Base, aéroport international de Tucson), Nouveau-Mexique (Alamogordo), Virginie (centre Steven F. Udvar-Hazy), Pennsylvanie (Bethlehem, université de Pennsylvanie, Free Library of Philadelphia, Eastern State Penitentiary), à New York, Washington D.C. (National Air and Space Museum) et en Californie (Lone Pine, Edwards Air Force Base, Palmdale, Long Beach, Los Angeles, San Diego).

## Musique

### Transformers: Revenge of the Fallen – The Score
Tout comme le précédent opus, la musique originale est composée par Steve Jablonsky. Plusieurs compositeurs comme Hans Zimmer, Lorne Balfe et Atli Örvarsson ont composé des musiques additionnelles.
Liste des titres
1. Prime (2:14)
2. Einstein's Wrong (3:35)
3. Nest (2:08)
4. The Shard (2:42)
5. The Fallen (4:03)
6. Infinite White (3:58)
7. Heed Our Warning (4:26)
8. The Fallen's Arrival (3:47)
9. Tomb Of The Primes (2:47)
10. Forest Battle (2:04)
11. Precious Cargo (1:38)
12. Matrix Of Leadership (3:50)
13. I Claim Your Sun (3:06)
14. I Rise, You Fall (3:35)

### Transformers: Revenge of the Fallen – The Album
En plus de la musique originale de Steve Jablonsky, un album intitulé ''Transformers: Revenge of the Fallen – The Album est commercialisé par Reprise Records. IL comporte 14 morceaux dont le titre inédit New Divide de Linkin Park.
Liste des titres
1. Linkin Park : New Divide (4:27)
2. Green Day : 21 Guns
3. Cavo : Let It Go
4. Taking Back Sunday : Capital M-E
5. The Fray : Never Say Never
6. Nickelback : Burn It To The Ground
7. The Used : Burning Down The House
8. Theory of a Deadman : Not Meant To Be
9. The All-American Rejects : Real World
10. Hoobastank : Don’t Think I Love You
11. Staind : This Is It
12. Avenged Sevenfold : Almost Easy
13. Cheap Trick : Transformers The Fallen Remix

## Accueil

### Promotion
Le premier teaser a été diffusé lors du match de Super Bowl 2009 : apparition des Transformers Starscream, Ravage, Mégatron, Optimus Prime et Demolisher. Le deuxième teaser est apparu sur le web le vendredi 13 février 2009 : apparition des transformers Jolt, Sideswipe, Le Fallen, Bumblebee et Scorponok.
Le troisième trailer est apparu avec l'apparition de Jetfire, Devastator, Scapel et la mystérieuse apparition de Blackout qui était normalement mort. La sortie du film révèle que le robot est en fait Grindor, la reconstruction de Blackout.

### Accueil critique
Sur l'agrégateur américain Rotten Tomatoes, le film récolte 20 % d'opinions favorables pour 250 critiques. Sur Metacritic, il obtient une note moyenne de 35⁄100 pour 32 critiques.
En France, le site Allociné propose une note moyenne de 2,2⁄5 à partir de l'interprétation de critiques provenant de 20 titres de presse.

### Box-office
Tout comme le premier film, ce 2e opus est un énorme succès sur le sol américain. Avec plus de 400 millions de dollars, il est le 2e meilleur film au box-office annuel nord-américain. En France, le film dépasse 2 millions d'entrées mais n'est que le 19e meilleur film au box-office national annuel. Transformers 2 : La Revanche totalise finalement plus de 800 millions de dollars dans le monde et dépasse ainsi le premier film et ses 709 millions),.
| Pays ou région    | Box-office        | Date d'arrêt du box-office | Nombre de semaines |
| ----------------- | ----------------- | -------------------------- | ------------------ |
| États-Unis Canada | 402 111 870 $     | 15 octobre 2009            | 17                 |
| France            | 2 276 748 entrées |                            | -                  |
| Total mondial     | 836 303 693 $     | -                          | -                  |

## Distinctions

### Récompenses
| Récompenses 2009-2010 du film Transformers 2 : La Revanche | Récompenses 2009-2010 du film Transformers 2 : La Revanche | Récompenses 2009-2010 du film Transformers 2 : La Revanche            | Récompenses 2009-2010 du film Transformers 2 : La Revanche       |
| Années                                                     | Évènements                                                 | Catégories / Récompenses                                              | Lauréat(es)                                                      |
| ---------------------------------------------------------- | ---------------------------------------------------------- | --------------------------------------------------------------------- | ---------------------------------------------------------------- |
| 2009                                                       | Alliance of Women Film Journalists                         | EDA Special Mention Awards de la suite qui n'aurait pas dû être créée | Transformers 2 : La Revanche                                     |
| 2009                                                       | Golden Schmoes Awards                                      | Pire film de l'année                                                  | Transformers 2 : La Revanche                                     |
| 2009                                                       | Hollywood Post Alliance                                    | Meilleur compositing dans un long métrage                             | Matt Brumit, Robert Hoffmeister, Ben O'Brien et Nelson Sepulveda |
| 2009                                                       | IGN Summer Movie Awards                                    | Séquence de poursuite la plus folle                                   | « Un démolisseur déchire une autoroute de Shanghai »             |
| 2009                                                       | Internet Film Critic Society Awards                        | Pire film                                                             | Transformers 2 : La Revanche                                     |
| 2009                                                       | Oklahoma Film Critics Circle Awards                        | Pire film                                                             | Transformers 2 : La Revanche                                     |
| 2009                                                       | Scream Awards                                              | Meilleure actrice dans un film de science-fiction                     | Megan Fox                                                        |
| 2009                                                       | Scream Awards                                              | Meilleure révélation féminine                                         | Isabel Lucas                                                     |
| 2009                                                       | Teen Choice Awards                                         | Meilleure star masculine de cinéma d'été                              | Shia LaBeouf                                                     |
| 2009                                                       | Teen Choice Awards                                         | Meilleure star féminine de cinéma d'été                               | Megan Fox                                                        |
| 2010                                                       | BMI Film and TV Awards                                     | Prix BMI de la meilleure musique de film                              | Steve Jablonsky                                                  |
| 2010                                                       | Razzie Awards                                              | Pire film                                                             | Transformers 2 : La Revanche                                     |
| 2010                                                       | Razzie Awards                                              | Pire réalisateur                                                      | Michael Bay                                                      |
| 2010                                                       | Razzie Awards                                              | Pire scénario                                                         | Ehren Kruger, Alex Kurtzman et Roberto Orci                      |
| 2010                                                       | Yoga Awards                                                | Pire actrice étrangère                                                | Megan Fox                                                        |

### Nominations
| 2009 | Alliance of Women Film Journalists                                         | Sexist Pig Award                                                   | Michael Bay |
| 2009 | ALMA Awards                                                                | Meilleur acteur dans un film                                       | Ramon Rodriguez |
| 2009 | Golden Schmoes Awards                                                      | Meilleure scène d'action de l'année                                | séquence du Combat en forêt |
| 2009 | Golden Schmoes Awards                                                      | Meilleurs effets spéciaux de l'année                               | Transformers 2 : La Revanche |
| 2009 | Golden Schmoes Awards                                                      | Film le plus surestimé de l'année                                  | Transformers 2 : La Revanche |
| 2009 | Golden Schmoes Awards                                                      | Plus grande déception de l'année                                   | Transformers 2 : La Revanche |
| 2009 | Satellite Awards                                                           | Meilleur son (montage et mixage)                                   | Ethan Van der Ryn, Gary Summers, Erik Aadahl, Geoffrey Patterson et Greg P. Russell                                                         |
| 2009 | Satellite Awards                                                           | Meilleurs effets visuels                                           | Scott Farrar, Scott Benza, Wayne Billheimer et John Frazier                                                                                 |
| 2009 | Scream Awards                                                              | Meilleur acteur dans un film de science-fiction                    | Shia LaBeouf |
| 2009 | Scream Awards                                                              | Meilleur réalisateur                                               | Michael Bay |
| 2009 | Scream Awards                                                              | Meilleur film (The Ultimate Scream)                                | Transformers 2 : La Revanche |
| 2009 | Scream Awards                                                              | Meilleur film de science-fiction                                   | Transformers 2 : La Revanche |
| 2009 | Scream Awards                                                              | Meilleure scène de combat de l'année                               | Transformers 2 : La Revanche |
| 2010 | Cinema Audio Society                                                       | Meilleur mixage sonore d'un film                                   | Geoffrey Patterson, Greg P. Russell et Gary Summers                                                                                         |
| 2010 | Kids' Choice Awards                                                        | Film préféré                                                       | Transformers 2 : La Revanche |
| 2010 | Kids' Choice Awards                                                        | Actrice de cinéma préférée                                         | Megan Fox |
| 2010 | Kids' Choice Awards                                                        | Acteur de cinéma préféré                                           | Shia LaBeouf |
| 2010 | Motion Picture Sound Editors                                               | Meilleur montage sonore - Effets sonores et bruitages dans un film | Erik Aadahl, Greg ten Bosch, Warren Hendriks, P.K. Hooker, Jonathan Klein, John Marquis, Alyson Dee Moore, John Roesch et Ethan Van der Ryn |
| 2010 | MTV Movie Awards                                                           | Meilleur moment « WTF »                                            | Isabel Lucas (transformation inattendue) |
| 2010 | Oscars                                                                     | Meilleur mixage sonore                                             | Geoffrey Patterson, Greg P. Russell et Gary Summers                                                                                         |
| 2010 | People's Choice Awards                                                     | Équipe préférée à l'écran                                          | Shia LaBeouf et Megan Fox |
| 2010 | Razzie Awards                                                              | Pire préquelle, remake, suite ou film-dérivé                       | Transformers 2 : La Revanche |
| 2010 | Razzie Awards                                                              | Pire actrice                                                       | Megan Fox |
| 2010 | Razzie Awards                                                              | Pire actrice dans un second rôle                                   | Julie White |
| 2010 | Razzie Awards                                                              | Pire couple à l'écran                                              | Shia LaBeouf et Megan Fox |
| 2010 | Russian National Movie Awards                                              | Meilleur film d'action étranger                                    | Transformers 2 : La Revanche |
| 2010 | Saturn Awards                                                              | Meilleur film de science-fiction                                   | Transformers 2 : La Revanche |
| 2010 | Screen Actors Guild Awards                                                 | Meilleure équipe de cascadeurs                                     | Transformers 2 : La Revanche |
| 2010 | SFX Awards                                                                 | Meilleur réalisateur                                               | Michael Bay |
| 2010 | SFX Awards                                                                 | Meilleure actrice                                                  | Megan Fox |
| 2010 | [[8e cérémonie des Visual Effects Society Awards\|Visual Effects Society]] | Meilleurs effets visuels dans un film en prise de vue réelle       | Scott Benza, Wayne Billheimer, Scott Farrar et John Frazier                                                                                 |

## Éditions en vidéo
- En France, le film Transformers 2 : La Revanche est sorti en DVD édition simple, en DVD édition steelBook limitée et Blu-ray édition spéciale le 1er décembre 2009[21],[22],[23].

Par la suite, le film est ressorti en :
- DVD édition simple le 12 avril 2010
- Blu-ray édition simple le 16 juin 2011
- VOD le 13 février 2016
- DVD et Blu-ray le 1er juin 2017,
- Blu-ray édition steelBook le 2 novembre 2017.
À la suite des évolutions techniques afin d'améliorer la qualité d'image et de sons, le film sort dans une édition 4K Ultra HD + Blu-ray le 5 décembre 2017 ainsi que le 31 mai 2023 dans une édition 4K Ultra HD.
- Au Québec, le film est sorti en DVD / Blu-ray le 20 octobre 2009[7].

## Autour du film

### Suite
Paramount et Dreamworks ont annoncé le 29 juin 2011 comme date de sortie d'un 3e Transformers avant l'achèvement de Transformers 2. Michael Bay a répondu : « J'ai dit que je prenais une année sans Transformers. Paramount s'est trompé dans la date de Transformers 3-ils me l'ont demandé au téléphone-j'ai dit oui pour le 4 juillet, mais 2012, pas 2011. Cela signifierait que je devrais le préparer dès septembre. Pas question. Mon cerveau a besoin d'un break loin de robots guerriers ». Comme dans Transformers 2, Orci a refusé de garantir si lui-même et Kurtzman reviendraient pour une suite, car « ils risquent de s'encrouter ». Orci a mentionné qu'il aimerait qu'Unicron fasse son entrée dans la saga. Le coscénariste a aussi déclaré que se pencher davantage sur une transformation triple serait intéressant.
Le 1er octobre 2009 Michael Bay a révélé que Transformers 3 : La Face cachée de la Lune était déjà en pré-production, et que la date de sortie planifiée serait effectivement le 1er juillet 2011 et non 2012. Ehren Kruger est également impliqué cette fois encore dans l'écriture du scénario. Shia LaBeouf interprétera également de nouveau son rôle de Sam Witwicky alors que Megan Fox sera remplacée par le top modèle Rosie Huntington-Whiteley, Roberto Orci et Alex Kurtzman, scénaristes des deux premiers, n'écriront pas le troisième épisode,.
Dans un bonus caché du Blu-Ray de Transformers 2, Bay fait part de son intention de ne pas faire Transformers 3 forcément plus long que le 2, mais plutôt de creuser un peu plus le mythe, donner plus de profondeur aux personnages, et le rendre plus sombre et émouvant que ses deux prédécesseurs. La vidéo montre également quelques images d'Unicron.

### SagaTransformers
- 2007 : [[Transformers (film)|Transformers]]
- 2009 : Transformers 2 : La Revanche
- 2011 : Transformers 3 : La Face cachée de la Lune
- 2014 : Transformers : L'Âge de l'extinction
- 2017 : Transformers: The Last Knight
- 2018 : Bumblebee
- 2023 : Transformers: Rise of the Beasts